# 前696年
| 千纪： | 前1千纪 |
| 世纪： | 前8世纪 \| 前7世纪 \| 前6世纪 |
| 年代： | 前720年代 \| 前710年代 \| 前700年代 \| 前690年代 \| 前680年代 \| 前670年代 \| 前660年代 |
| 年份： | 前701年 \| 前700年 \| 前699年 \| 前698年 \| 前697年 \| 前696年 \| 前695年 \| 前694年 \| 前693年 \| 前692年 \| 前691年                                                                                              |
| 纪年： | 癸未年（雞年）；周莊王元年；魯桓公十六年；秦武公二年；陳莊公四年；蔡桓侯十九年；鄭昭公元年；宋莊公十五年；楚武王四十五年；齊襄公二年；晉侯緡十一年；曲沃武公二十年；燕桓侯二年；衛黔牟元年；曹莊公六年；杞靖公八年 |

## 大事记
- 卫惠公遣盗杀异母兄急子。兄寿欲以自身代急子，亦为盗所杀。卫大夫逐惠公，立公子黔牟。惠公奔齐。
- 鄭厲公襲擊櫟城居之。